# Bythinella
Bythinella is een geslacht van weekdieren uit de klasse van de Gastropoda (slakken).

## Soorten
- Bythinella anatolica Yıldırım, Kebapçı & Bahadır Koca, 2015
- Bythinella aneliae Georgiev & Stoycheva, 2011
- Bythinella angelovi Glöer & Georgiev, 2011
- Bythinella anianensis (Paladilhe, 1870)
- Bythinella austriaca (Frauenfeld, 1856)
- Bythinella bearnensis Cossmann & Peyrot, 1918 †
- Bythinella bertrandi Bernasconi, 2000
- Bythinella blidariensis Glöer, 2013
- Bythinella bouldouyrensis Girardi, 2015
- Bythinella bouloti Girardi, Bichain & Wienin, 2002
- Bythinella calimanica Falniowski, Szarowska & Sirbu, 2009
- Bythinella calquierensis Girardi & Boeters, 2015
- Bythinella carcasonis Boeters & Falkner, 2008
- Bythinella cebennensis (Dupuy, 1849)
- Bythinella charpentieri (Roth, 1855)
- Bythinella collingi Boeters, 2009
- Bythinella contemta Brusina, 1897 †
- Bythinella cvijici Pavlović, 1935 †
- Bythinella cyclothyra (Boettger, 1869) †
- Bythinella dacica Grossu, 1946
- Bythinella dalmatica Brusina, 1897 †
- Bythinella dedovi Glöer & Georgiev, 2011
- Bythinella dierckingi Glöer & Georgiev, 2011
- Bythinella dispersa Radoman, 1976
- Bythinella drimica Radoman, 1976
- Bythinella dromensis Boeters & Falkner, 2008
- Bythinella elenae Glöer & Georgiev, 2011
- Bythinella elongata Roshka, 1973 †
- Bythinella eugenii Jekelius, 1944 †
- Bythinella eurystoma (Paladilhe, 1870)
- Bythinella eutrepha (Paladilhe, 1867)
- Bythinella falloti Degrange-Touzin, 1892 †
- Bythinella falniowskii Glöer, 2013
- Bythinella feheri Glöer, 2013
- Bythinella ferussina (Desmoulins, 1827)
- Bythinella friderici Boeters & Falkner, 2008
- Bythinella galerae Girardi, Bichain & Wienin, 2002
- Bythinella georgievi Glöer, 2013
- Bythinella gibbosa (Moquin-Tandon, 1856)
- Bythinella gloeeri Georgiev, 2009
- Bythinella golemoensis Glöer & Mrkvicka, 2015
- Bythinella gregoi Glöer & Erőss, 2015
- Bythinella grossui Falniowski, Szarowska & Sirbu, 2009
- Bythinella guranensis (Paladilhe, 1870)
- Bythinella hansboetersi Glöer & Pešić, 2006
- Bythinella istanbulensis Yıldırım, Kebapçı & Yüce, 2015
- Bythinella istoka Glöer & Pešić, 2014
- Bythinella izvorica Glöer & Georgiev, 2011
- Bythinella jodevidtsi Bichain, 2007
- Bythinella kapelana Radoman, 1976
- Bythinella kazdaghensis Odabaşi & Georgiev, 2014
- Bythinella kleptuzica Glöer & Georgiev, 2011
- Bythinella lancevelei Locard, 1894
- Bythinella luteola Radoman, 1976
- Bythinella magdalenae Yıldırım, Kebapçı & Bahadır Koca, 2015
- Bythinella magna Radoman, 1976
- Bythinella major (Pascal, 1873)
- Bythinella margritae Glöer & Georgiev, 2011
- Bythinella marici Glöer & Pešić, 2014
- Bythinella markovi Glöer & Georgiev, 2009
- Bythinella megarensis Bukowski, 1896 †
- Bythinella melovskii Glöer & Slavevska-Stamenković, 2015
- Bythinella micherdzinskii Falniowski, 1980
- Bythinella molcsanyi H. Wagner, 1941
- Bythinella muranyii Glöer & Erőss, 2015
- Bythinella nonveilleri Glöer, 2008
- Bythinella occasiuncula Boeters & Falkner, 2001
- Bythinella opaca (Gallenstein, 1848)
- Bythinella padiraci Locard, 1903
- Bythinella pannonica (Frauenfeld, 1865)
- Bythinella parvula Locard, 1893
- Bythinella pesterica Glöer, 2008
- Bythinella polita (Pavlović, 1927) †
- Bythinella radomanii Falniowski, Szarowska & Sirbu, 2009
- Bythinella ravnogorica Glöer & Georgiev, 2009
- Bythinella rhodopensis Glöer & Georgiev, 2011
- Bythinella rilaensis Georgiev & Glöer, 2013
- Bythinella rothi (Brusina, 1884) †
- Bythinella rouchi Boeters & Falkner, 2008
- Bythinella rouveyrolensis Girardi, 2015
- Bythinella samecana Clessin, 1911
- Bythinella scitula Brusina, 1892 †
- Bythinella serborientalis Radoman, 1976
- Bythinella servainiana (Paladilhe, 1870)
- Bythinella sirbui Glöer, 2013
- Bythinella slaveyae Glöer & Georgiev, 2011
- Bythinella smolyanica Glöer & Georgiev, 2011
- Bythinella srednogorica Glöer & Georgiev, 2009
- Bythinella stoychevae Georgiev, 2011
- Bythinella syntriculus Boeters & Falkner, 2008
- Bythinella szarowskae Glöer, 2013
- Bythinella taraensis Glöer & Pešić, 2010
- Bythinella temelkovi Georgiev & Glöer, 2014
- Bythinella thermophila Glöer, Varga & Mrkvicka, 2015
- Bythinella turca (Radoman, 1976)
- Bythinella ullaensis Boeters & Falkner, 2008
- Bythinella valkanovi Glöer & Georgiev, 2011
- Bythinella vasseuri Girardi, 2009
- Bythinella viridis (Poiret, 1801)
- Bythinella viseuiana Falniowski, Szarowska & Sirbu, 2009
- Bythinella vitrellaeformis Lörenthey, 1902 †
- Bythinella walkeri Glöer & Georgiev, 2009
- Bythinella wilkei Yıldırım, Kebapçı & Bahadır Koca, 2015